# Klaus von Fersen
Klaus von Fersen (* 29. März 1931) ist ein ehemaliger deutscher Ruderer. Er war in den 1950er Jahren der erfolgreichste deutsche Ruderer im Einer.
Klaus von Fersen begann seine Karriere beim Ratzeburger Ruderclub unter Trainer Karl Adam. 1955 gewann von Fersen die Deutschen Meistertitel im Einer und im Doppelzweier, letzteren zusammen mit Manfred Rulffs. 1956 wiederholte von Fersen seinen Meisterschaftssieg im Einer. Bei den Ruder-Europameisterschaften 1956 belegte er den zweiten Platz hinter Wjatscheslaw Iwanow. Danach wurde von Fersen für die gesamtdeutsche Mannschaft für die Olympischen Spiele 1956 in Melbourne nominiert; dort schied von Fersen im Halbfinale aus.
Von 1957 bis 1959 startete Klaus von Fersen für den Ruderclub Germania Düsseldorf 1904. Klaus von Fersen wurde in diesen drei Jahren jeweils Deutscher Meister im Einer und Zweiter bei den Europameisterschaften, 1957 und 1958 hinter dem Australier Stuart MacKenzie, 1959 hinter Wjatscheslaw Iwanow. 1960 ruderte Klaus von Fersen für ETuF Essen und gewann seinen sechsten Deutschen Meistertitel im Einer in Folge. Bei der Ausscheidungsregatta für die Olympischen Spiele in Rom unterlag er dem Ostberliner Achim Hill.
Für seine sportlichen Erfolge erhielt er am 19. April 1958 das Silberne Lorbeerblatt.